# Aldric du Mans
Pour les articles homonymes, voir Aldric.
Aldric du Mans  (né vers 800 et mort en 856) a été évêque du Mans et aumônier de Louis le Pieux. Saint de l'Église catholique, il est célébré le 7 janvier.

## Biographie
Né en Saxe ou en Bavière, Aldric aurait été envoyé par ses parents à la cour de Charlemagne vers l'âge de douze ans.
Il a commencé sa carrière ecclésiastique comme prêtre au chapitre de la cathédrale de Metz, sous l'évêque Gondoul de Metz.
Il est consacré évêque du Mans le 11 janvier 832.
Il est le premier qui défricha la forêt de Charnie en y créant cinq établissements agricoles.
En 839, ayant rendu hommage au roi Charles, Aldric est chassé de son siège épiscopal par Lambert II de Nantes, récemment revenu d'Italie et soutien de Lothaire.
Il meurt au Mans le 7 janvier 856.